# برونو كوكران
برونو كوكران (بالفرنسية: Bruno Coqueran)‏ مواليد 19 يونيو 1970 في كريتاي، هو لاعب كرة سلة فرنسي. بدأ مسيرته الاحترافية في سنة 1989. يبلغ طوله 6 قدم 9 بوصة (2.1 م). اعتزل اللعب في 2003.

## المسيرة الاحترافية
لعب مع شوليه باسكت في الدوري الفرنسي من سنة 1989 إلى 1992، ثم لعب مع أسفيل باسكت في موسم 1992–1993، ثم لعب مع شوليه باسكت في الدوري الفرنسي من سنة 1993 إلى 1997، ثم لعب مع لو مان سارت باسكت من سنة 1997 إلى 1999، ثم لعب مع ستراسبورغ أي جي في الدوري الفرنسي من سنة 2000 إلى 2002.

## روابط خارجية
- برونو كوكران على موقع الاتحاد الدولي لكرة السلة (الإنجليزية)
- برونو كوكران على موقع كرة السلة الأوروبية.كوم (الإنجليزية)
- برونو كوكران على موقع بروبوليرز (الإنجليزية)